# Ityraea rubescens
Ityraea rubescens är en insektsart som först beskrevs av Victor Lallemand och Synave 1954.  Ityraea rubescens ingår i släktet Ityraea och familjen Flatidae. Inga underarter finns listade i Catalogue of Life.